# NGC 6502
NGC 6502 ist eine 12,6 mag helle linsenförmige Galaxie vom Hubble-Typ E/S0 im Sternbild Pfau am Südsternhimmel. Sie ist schätzungsweise 241 Millionen Lichtjahre von der Milchstraße entfernt und hat einen Durchmesser von etwa 95.000 Lichtjahren.
Das Objekt wurde am 20. Juni 1835 von John Herschel mit einem 18-Zoll-Spiegelteleskop entdeckt, der bei zwei Beobachtungen „vF, 30 arcseconds, involves 2 or 3 stars“ und „the following star (14m) of a vF double star 11m is nebulous. The nebula is excessively faint, but I am sure of its existence. The preceding star is free“ notierte.